# Fontaine du Plot
La fontaine du Plot est un monument situé dans la ville du Puy-en-Velay dans le département de la Haute-Loire.
La fontaine du Plot, dite de la Bedoyre est classée au titre des monuments historiques par arrêté du 13 avril 1907.